# Iarnród Éireann

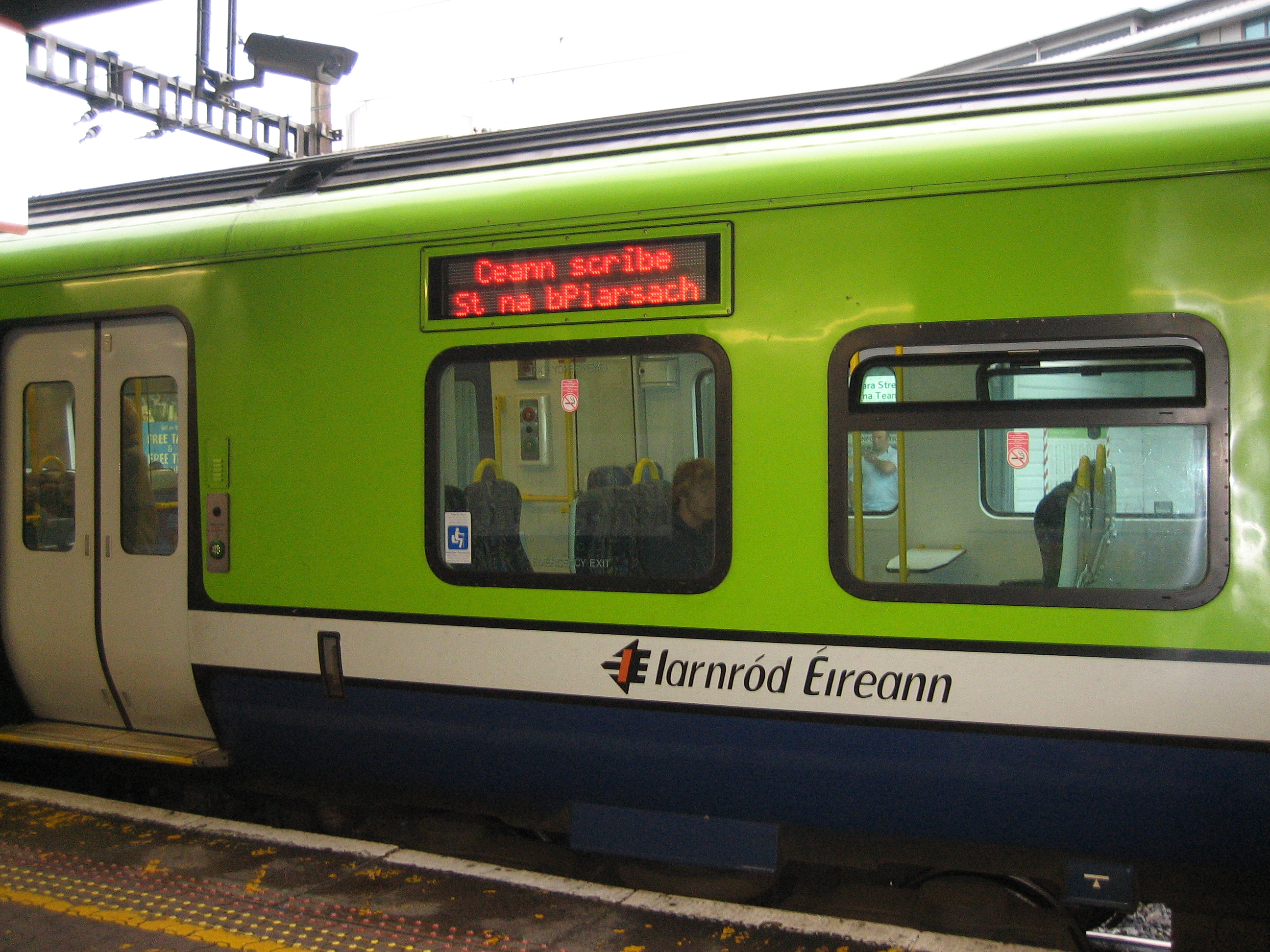
Электричка класса 29000 на станции Tara Street в Дублине, 2006

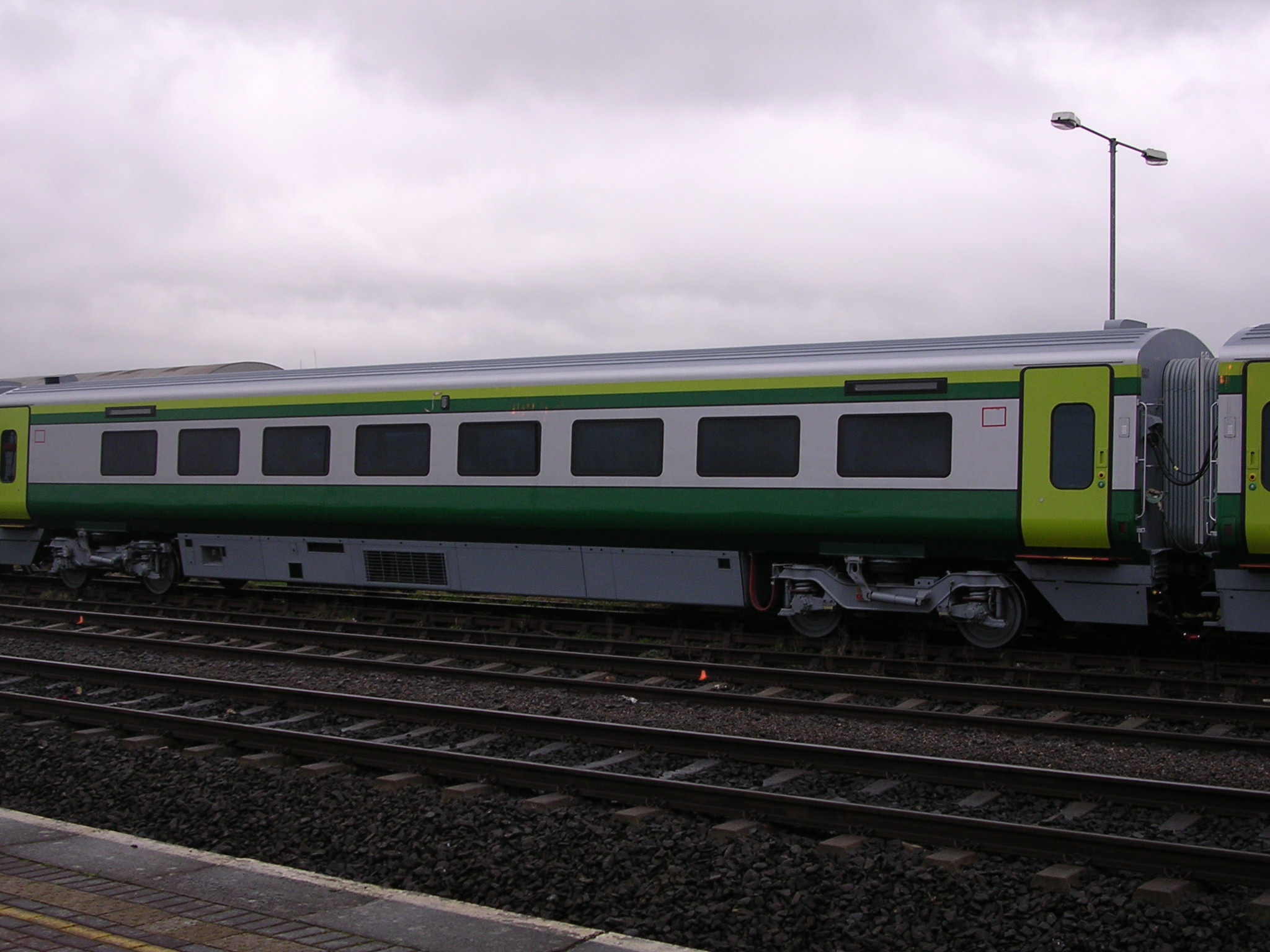
Вагон на линии Дублин-Корк

Iarnród Éireann (Ирландские железные дороги), известная по-английски как Irish Rail, — оператор национальной железнодорожной сети Ирландской Республики. Основана 2 февраля 1987. Является дочерней компанией транспортной госкорпорации Córas Iompair Éireann (CIÉ). Компания осуществляет междугородние, пригородные, городские (в столице) и грузовые перевозки в стране, кроме того, совместно с Northern Ireland Railways эксплуатирует линию Дублин-Белфаст (поезд «Enterprise», (англ.)). В 2015 пассажирооборот вырос до 39,7 миллионов человек с 37,8 миллионов в 2014.
В 2013 Ирландия оставалась единственной страной ЕС, не выполнившей директиву ЕС 91/440 по железнодорожному транспорту, обязывающую разделить компании-операторы подвижного состава и операторов железнодорожной сети, кроме того, допустить частные компании на рынок перевозок. Компания была окончательно разделена 14 марта 2013.
Первые годы компания называлась Irish Rail и использовала старую эмблему (четыре рельса); в 1994 главным названием и брендом стало ирландское IÉ (Iarnród Éireann). При этом в официальном названии используются оба языка («Iarnród Éireann — Irish Rail»).